# Delarivier Manley

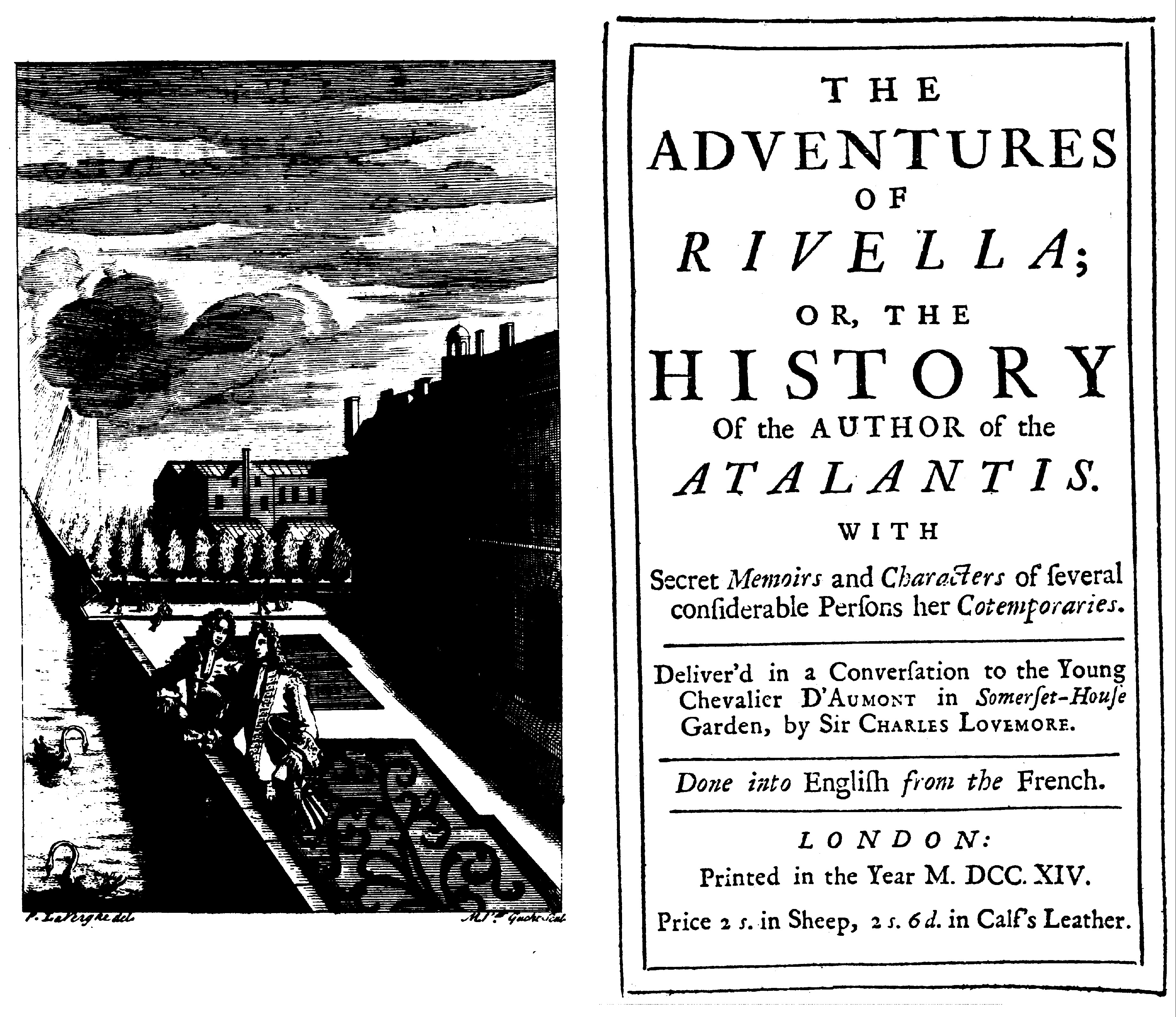
Existent in allem, was über sie geredet wird: Die fiktionalisierte Autobiographie Delarivier Manleys

Mary Delarivier (Vornamenvarianten sind Delariviere, Delarivière oder auch de la Rivière) Manley (* vermutlich 1663 auf Jersey, möglicherweise auch auf See zwischen Jersey und Guernsey; † 11. Juli 1724, London) war eine englische Autorin. Durch eine umfangreiche Produktion von Schlüsselromanen und journalistischen Beiträgen gewann sie noch im frühen 18. Jahrhundert internationale Bekanntheit.

## Leben
Die meisten Informationen zu Delarivier Manley sind aus ihren skandalös autobiographischen Einlassungen erschlossen und daher nicht mehr vollkommen zu objektivieren. Hier sind erstens die Einfügungen zu erwähnen, die sie mit „Delia's story“ in ihrer New Atalantis (London J. Morphew, 1709) machte, zweitens, offen als Biographie der Verfasserin der Atalantis angeboten, ihre Adventures of Rivella (London: E. Curll, 1714). Wichtige nachträgliche Informationen zur Publikationsgeschichte der Rivella bietet die von Edmund Curll verfasste Vorrede zur ersten postumen Ausgabe der Rivella von 1725. Man geht nach diesen Angaben davon aus, dass Delarivier Manley auf der Insel Jersey, möglicherweise auch auf See zwischen Jersey und Guernsey, als das dritte der sechs Kinder Sir Roger Manleys († 1687) geboren wurde. Der Vater war Royalist, Armeeoffizier, historisch interessiert. Die Mutter, Mary Catherine [?] († 1675), stammte aus den Spanischen Niederlanden, dem heutigen Belgien. Roger Manley war 1667 unter Sir Thomas Morgan als Militärgouverneur und Kommandierender der königlichen Befestigungsanlagen auf Jersey stationiert; Delarivier erhielt ihren Vornamen offenbar in einer Form des Ehrerweises gegenüber Delariviere Cholmondoley Morgan, der Frau des Vorgesetzten.

### Erziehung und Jugend
Die berufliche Position des Vaters brachte eine Kindheit mit Ortswechseln mit sich. Im November 1672 wurde Roger Manley zum Hauptmann des königlichen Regiments nach Windsor ernannt. Stationswechsel folgten mit London Borough of Tower Hamlets, Brüssel, Portsmouth, und Landguard Fort in Suffolk, wo Roger, mittlerweile verwitwet im Februar 1680 als Gouverneur eingesetzt wurde.
Manley selbst berichtet von einer häuslichen Erziehung, einer ersten großen Liebe für den Schauspieler und Bühnenautor James Carlisle, dessen Regiment auf Landguard Fort 1685 stationiert war. Gemeinsam mit ihrem Bruder wurde sie, um Abstand von den Gefühlen zu gewinnen, bei einer französischen Hugenottenfamilie untergebracht, woher sie ihre Französischkenntnisse bezogen haben will. Nach ihren eigenen Angaben hatte sie vorübergehend die Chance, Hofdame von Maria Beatrice d’Este, der Königin von Modena, zu werden, die 1687 England indes überstürzt verlassen musste.
Die Familie brach in denselben Jahren auseinander. Manleys Vater starb im März 1687. Er hinterließ der Tochter ein Vermögen von £200 und laufende Einnahmen aus dem Landsitz. Von ihren Brüdern war Edward Lloyd bereits 1687 gestorben. Zwei Brüder überlebten den Vater: Edward, er starb 1688 und Francis, er kam auf See im Juni 1693 ums Leben. Die älteste Schwester, Mary Elizabeth, heiratete einen Hauptmann, Francis Braithewaite. Die andere Schwester, Cornelia, kam mit Delarivier Manley unter die Vormundschaft ihres Cousins John Manley (1654–1713).
John Manley, Parlamentsmitglied mit Tory-Affiliation, hatte in der Westminster Abbey am 19. Januar 1679 Anne Grosse, eine reiche Erbin aus Cornwall, geheiratet. Delarivier Manley beteuert in ihren Romanen, von der privaten Situation so viel nicht erfahren zu haben. Angeblich gelang es dem Vormund, sie mit einem Eheversprechen an sich zu binden, eine Verbindung, aus der ein Sohn, John Manley, entstammt, der am 24. Juni 1691 geboren und am 13. Juli darauf auch in der Gemeinde von St Martin-in-the-Fields getauft wurde. Das Taufbuch weist ihn als Sohn von „John and Dela Manley“ aus. Die Beziehung ist von größerer Bedeutung, da ihr mehrere der überlieferten autobiographischen Einlassungen mit der Unterstellung gelten, Delarivier habe sich nicht wissentlich auf die Bigamie eingelassen. 1694 erfolgte die Trennung, die Gründe sind auch hier unklar.
Delarivier Manley fand eine Anstellung im Gefolge von Barbara Villiers, 1. Duchess of Cleveland, der einflussreichsten der Maitressen Karls II. Manleys Anstellung endete nach nur einem halben Jahr unter Vorwürfen, sie habe sich auf eine Beziehung mit dem Sohn der Duchess eingelassen.

### Schriftstellerische Karriere
Die Jahre 1694 bis 1696 waren mit Reisen in Englands Südwesten verbunden. Mit The Lost Lover, or, The Jealous Husband (1696) legte Manley zu Ende dieser Zeit ihr erstes Theaterstück vor, soweit ersichtlich gab es in dieser Zeit zudem eine vorübergehende Versöhnung mit ihrem Mann, John Manley.

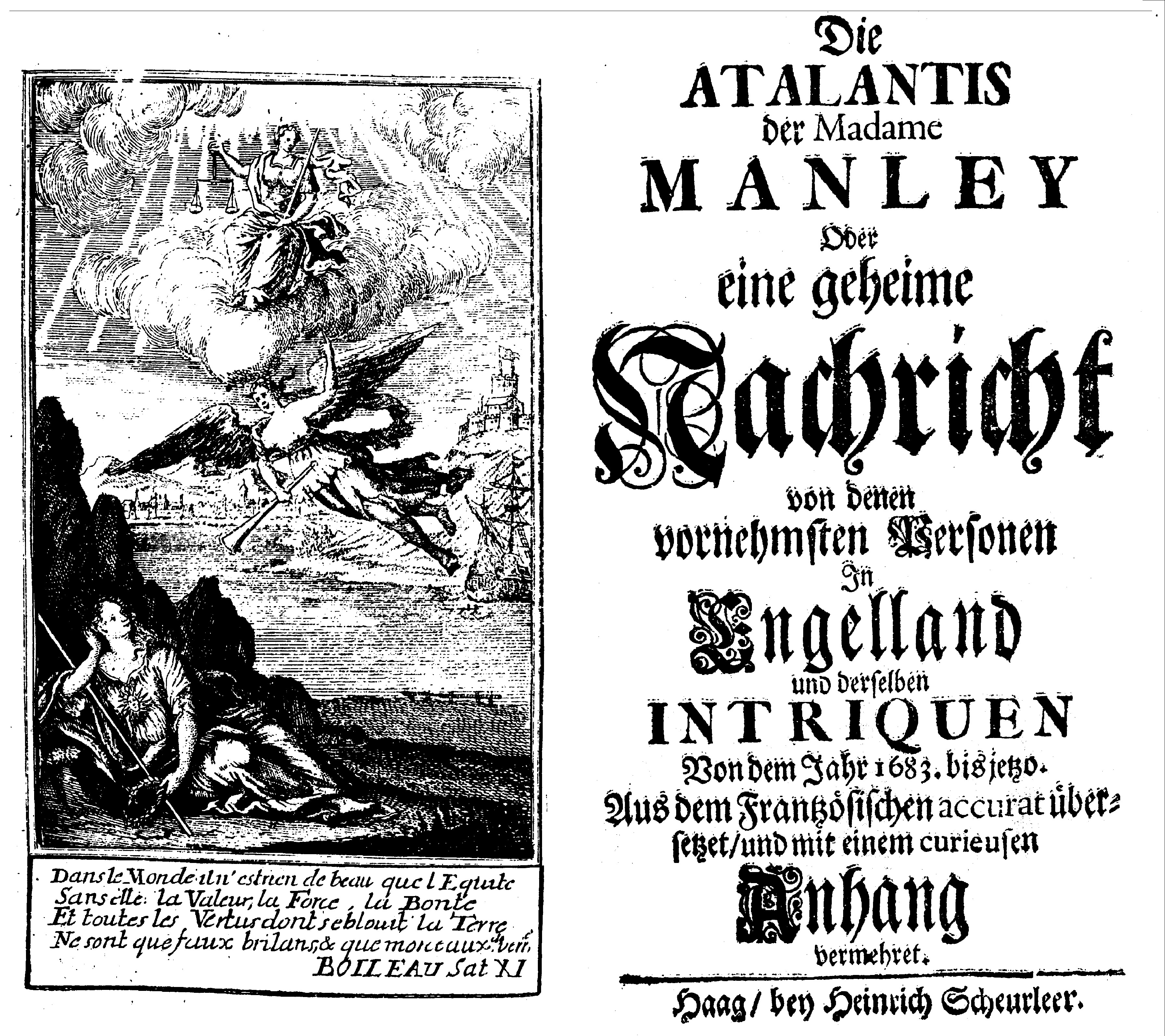
Deutsche Ausgabe der Atalantis, 1713

Mit dem frühen 18. Jahrhundert festigt sich Delarivier Manleys Position als Autorin. Sie gewann Parteiprotektion und schrieb bis zu ihrem Tode konsistent skandalös gegen die amtierenden Whigpolitiker an. Zum bahnbrechenden Erfolg wurden ihre Secret Memoirs and Manners of Several Persons of Quality of Both Sexes, from the New Atlantis, an Island in the Mediterranean (1709), die allein eines nicht waren, ein Bericht von der märchenhaften Insel Atalantis. Die Autorin hechelt in den zwei Bänden mehrere Dutzend Whigpolitiker in Novellen und kürzeren Statements durch, allen voran John Churchill, 1. Duke of Marlborough, den amtierenden Generalissimus der britischen Landstreitkräfte im Spanischen Erbfolgekrieg. Ihm hängt sie an, über die Maitresse Karls II. bei Hofe Karriere gemacht zu haben, sich dann jedoch dieser in einer kalten Intrige entledigt zu haben, um ungeniert heiraten zu können.
Die Atalantis wurde ein sofortiger Markterfolg und die Autorin zum Verhör in Vorbereitung eines Verleumdungsprozesses einbestellt. Sie habe nur einen Roman geschrieben, lautete ihre berühmt gewordene Ausflucht. Falls die amtierenden Whigs ihr nachweisen sollten, dass die referierten Geschichten keine Erfindung seien, so müssten sie dies riskieren. Die offizielle Anklage unterblieb in der Folge. Die Autorin setzte dem ersten einen zweiten Band nach, an den sie im Sechsmonats-Rhythmus noch die zwei Bände der Memoirs of Europe (1710) anschloss, die eine neue Rahmenfiktion aufbauten, zu Lebzeiten jedoch als Bände drei und vier der Atalantis geführt wurden.
Manley erweiterte ihr Arbeitsfeld als Mitautorin des Examiners, an dem auch Jonathan Swift schrieb. Ihre autobiographischen Adventures of Rivella fanden eine unfreiwillige Inspiration: Edmund Curll ließ ihr unter der Hand die Information zukommen, dass Charles Gildon ihm eine skandalöse, ihrer Person gewidmete Biographie angeboten habe. Sie selbst hatte Teile ihrer Vergangenheit in der Atalantis (1709) über die „Geschichte der Delia“ offengelegt. Über das Buch, das Gildon in Planung hatte, lässt sich allenfalls vermuten, dass es seiner vier Jahre später erschienenen Abrechnung mit Daniel Defoe womöglich gleichkam. Delarivier Manley einigte sich mit Charles Gildon darauf, binnen abgemachter Frist eine Autobiographie vorzulegen. Die Adventures of Rivella machen sie zum Objekt der Begierde eines jungen Franzosen, der nach England reist, nur um mit ihr, deren Romane er ins Französische übersetzt las, Sex zu haben. Sir Charles Lovemore, ein älterer, zurückgewiesener männlicher Freund der Autorin, bietet sich dem jungen Franzosen als erster Ansprechpartner und Fürsprecher an. Im Vorgespräch unternimmt er es, die Autorin attraktiv zu machen, so die Bitte des Franzosen. Der Bericht rekapituliert alle gegen die Manley lautenden Skandale und stellt sie in ein besseres Licht.
Zwischen 1714 und 1720 erschienen die Atalantis und die Rivella in mehreren Auflagen, im Verlauf derer die Autorin selbst ihr Pseudonym verließ und auf den Titelblättern zu „Mrs. Manley“ wurde, der in ganz Europa bekannten Skandalautorin. 1720 folgte noch in einer Bearbeitung William Painter Clarkes The Power of Love in Seven Novels.

## Rezeption
Manley kämpfte zeit ihres Lebens in mehreren persönlichen Skandalen. In einer finanziellen Angelegenheit überwarf sie sich mit Richard Steele, ihre eigene illegitime Ehe hing ihr mit dem Bigamie-Vorwurf nach. Konstruktiv ging sie mit dem Ruf um, abstoßend korpulent zu sein. Ihre eigenen Fähigkeiten Liebesszenen auszugestalten boten hier das schriftstellerische Gegengewicht der Schönheit ihrer Seele.
Alexander Pope spottete noch 1714 darüber, dass manche Dinge auf der Welt so lange währen werden, wie man die Atalantis lese. Bis in die 1730er Jahre erfuhren ihre Bücher neue Auflagen.
Mitte des 18. Jahrhunderts setzte die schrittweise Revision ihrer Position ein. Die wirtschaftliche Existenzform der politischen Skandalautorin wurde unstatthaft. Diffamierungen ihrer Person und ihrer Bücher ziehen sich durch die raren Stellungnahmen, die sich bis 1968 ihr widmeten. Die letzte negative Stellungnahme erfolgte 1969 mit John J. Richettis Popular Fiction before Richardson. Narrative Patterns 1700-1739.
Mit den 1970er Jahren begann die nach wie vor aktuelle Erforschung ihrer Arbeiten. Wegbereitend wurde die Werkausgabe, die Patricia Köster 1974 als photomechanisches Reprint der Originalausgaben Fachbibliotheken vorlegte. Rosalind Ballaster ergänzt sie in den 1990er Jahren mit einer neu gesetzten kommentierten Ausgabe der Atalantis, die schließlich als Penguin Taschenbuch erschien und die Manley zur Protofeministin erklärte. Das Urteil war zu diesem Zeitpunkt von Janett Todd und Catharine Gallagher ähnlich gefällt. Fidelis Morgan legte mit A Woman of No Character. An Autobiography of Mrs. Manley (London, 1986) die erste Zusammenziehung der bekannten biographischen Informationen vor.
2001 entfiel mit der von Olaf Simons vorgelegten Sichtung des Corpus der von Manley verfassten und der sie imitierenden Atalantischen Romane die Secret History of Queen Zarah (1705) dem Werkkomplex. Zweifel an der Zuschreibung hatte bereits Patricia Köster in ihrer Ausgabe geäußert, den Text jedoch beibehalten. J. Alan Downie riskierte 2004 die Mutmaßung zur wahrscheinlichen Autorschaft Joseph Brownes.
Forschungsstand ist heute, dass Delarivier Manley auf dem Gebiet fiktionaler Prosa zwischen Aphra Behn und Daniel Defoe die wichtigste Autorin war. Maßgeblich war sie an der Etablierung weiblicher Verfasserschaft als wirtschaftlicher Existenzform auf dem englischen Markt beteiligt.

## Werke
- Letters written by Mrs Manley (1696)
- The Lost Lover or The Jealous Husband (1696), a comedy
- The Royal Mischief (1696), a tragedy
- Almyna, or the Arabian Vow (1707), a tragedy
- Secret Memoirs and Manners of Several Persons of Quality of Both Sexes, from the new Atlantis, an island in the Mediterranean (1709), a satire in which great liberties were taken with Whig notables
- Memoirs of Europe towards the Close of the Eighth Century. Written by Eginardus (1710)
- The Adventures of Rivella, or the History of the Author of The New Atalantis (1714)
- Delarivier Manley als Bearbeiterin von William Painter Clarke, The Power of Love in Seven Novels (London: J. Barber / J. Morphew, 1720).
- Mitautorin in Jonathan Swifts Examiner.